# John Murray (editora)
John Murray é uma editora escocesa, conhecida pelos autores que publicou em sua longa história, incluindo Jane Austen, Arthur Conan Doyle, Lord Byron, Charles Lyell, Johann Wolfgang von Goethe, Herman Melville, Edward Whymper, Thomas Robert Malthus, David Ricardo e Charles Darwin. Desde 2004, pertence ao conglomerado Lagardère sob a marca Hachette UK.

## História

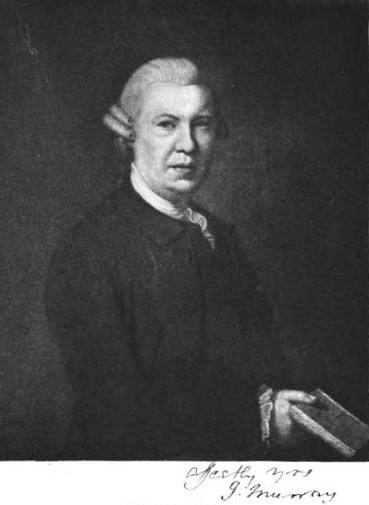
John Murray (1745–1793), o fundador epônimo da editora

A empresa foi fundada em Londres, Inglaterra, em 1768 por John Murray (1737–1793), um oficial dos Fuzileiros Navais Reais nascido em Edimburgo, que construiu uma lista de autores incluindo Isaac D'Israeli e publicou a English Review.
John Murray, o mais velho, foi um dos fundadores patrocinadores do jornal vespertino londrino The Star em 1788.

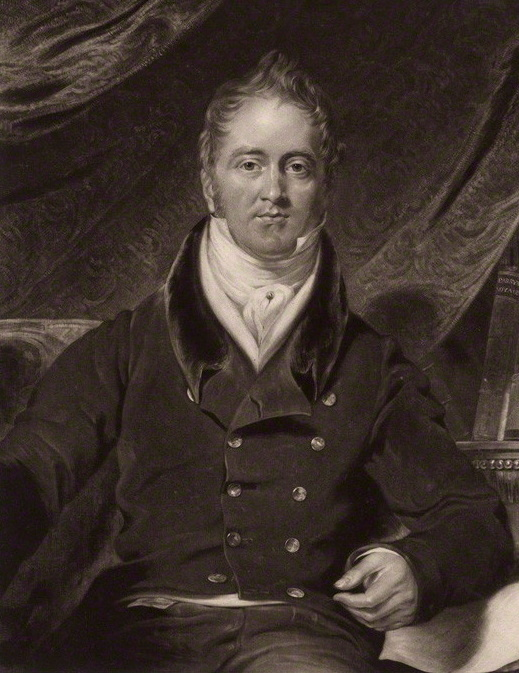
John Murray II

Foi sucedido por seu filho John Murray II, que tornou a editora importante e influente. Era amigo de muitos escritores importantes da época e lançou a Quarterly Review em 1809. Foi o editor de Jane Austen, Sir Walter Scott, Washington Irving, George Crabbe, Mary Somerville e muitos outros. A casa e escritório de Murray no número 50 da Albemarle Street em Mayfair era o centro de um círculo literário, fomentado pela tradição de Murray dos "amigos das quatro horas", chá da tarde com seus escritores.
O autor mais notável de Murray foi Lord Byron, que se tornou um amigo próximo e correspondente. Murray publicou muitas de suas principais obras, pagando-lhe mais de £ 20 000 em direitos. Em 10 de março de 1812, Murray publicou o segundo livro de Byron, A Peregrinação de Childe Harold, que esgotou em cinco dias, levando à observação de Byron: "Acordei uma manhã e me vi famoso."
Em 17 de maio de 1824, Murray participou de um dos atos mais notórios nos anais da literatura. Byron havia lhe dado o manuscrito de suas memórias pessoais para publicação posterior. Junto com cinco amigos e executores testamentários de Byron, ele decidiu destruir os manuscritos de Byron porque pensou que os detalhes escandalosos prejudicariam a reputação de Byron. Com apenas Thomas Moore se opondo, os dois volumes de memórias foram desmembrados e queimados na lareira do escritório de Murray. Permanece desconhecido o que eles continham.

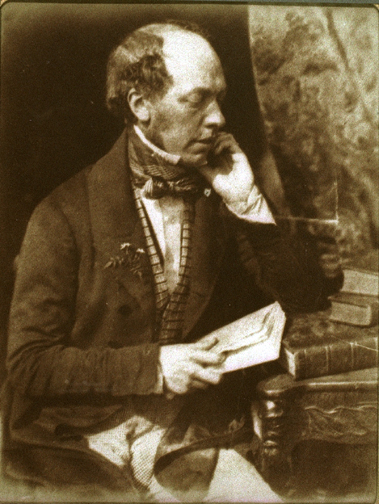
John Murray III

John Murray III (1808–1892) continuou o negócio e publicou a primeira tradução inglesa de Charles Eastlake da Teoria das Cores (1840) de Goethe, Viagens Missionárias (1857) de David Livingstone, e A Origem das Espécies (1859) de Charles Darwin. Murray III contratou Herman Melville para publicar os dois primeiros livros de Melville, Typee (1846) e Omoo (1847) na Inglaterra; ambos os livros foram apresentados como narrativas de viagens não ficcionais na série Home and Colonial Library de Murray, ao lado de obras como a segunda edição de 1845 do Diário de Pesquisas de Darwin de suas viagens no HMS Beagle. John Murray III também iniciou os Manuais Murray em 1836, uma série de guias de viagem dos quais os guias modernos são diretamente descendentes. Os direitos desses guias foram vendidos por volta de 1900 e posteriormente adquiridos em 1915 pelos Blue Guides.

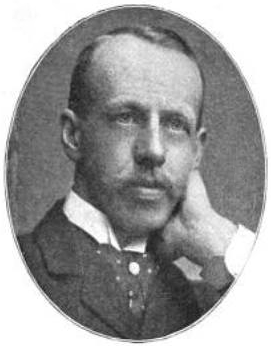
John Murray IV

Seu sucessor Sir John Murray IV (1851–1928) foi editor da Rainha Vitória. Entre outras obras, publicou a Murray's Magazine de 1887 até 1891. A partir de 1904, publicou a série de livros Sabedoria do Oriente. A concorrente Smith, Elder & Co. foi adquirida em 1917.
Seu filho Sir John Murray V (1884–1967), neto John Murray VI (John Arnaud Robin Grey Murray, conhecido como Jock Murray; 1909–1993) e bisneto John Murray VII (John Richmond Grey Murray; 1941–) continuaram o negócio até que foi adquirido.
Em 2002, John Murray foi adquirida pela Hodder Headline, que por sua vez foi adquirida em 2004 pelo conglomerado francês Grupo Lagardère. Desde então, tornou-se um selo sob a marca Lagardère Hachette UK.
Em 2015, a editora de negócios Nicholas Brealey tornou-se um selo da John Murray.

## Arquivo John Murray
O Arquivo John Murray foi oferecido para venda à nação por John Murray VII por £31 milhões e a Biblioteca Nacional da Escócia o adquiriu, incluindo o manuscrito de A Origem das Espécies de Charles Darwin. Em 26 de janeiro de 2005, foi anunciado que a Biblioteca Nacional receberia £ 17,7 milhões do Fundo de Loteria do Patrimônio para o preço de £31,2 milhões oferecido por John Murray, com a condição de que a Biblioteca digitalizasse os materiais e os disponibilizasse. O Governo Escocês concordou em contribuir com £8,3 milhões, com a Biblioteca estabelecendo uma meta de arrecadação de £6,5 milhões para o restante.